# 小野田由美子
小野田 由美子（おのだ ゆみこ）は、日本の福祉学者。法政大学現代福祉学部福祉コミュニティ学科准教授。法政大学多摩共生社会研究所特任研究員。

## 略歴
青山学院大学大学院社会情報学研究科にて社会情報学を専攻した後、法政大学大学院人間社会研究科に進学し人間福祉を専攻。博士後期課程を満期退学後、法政大学現代福祉学部准教授となる。厚生労働省令和5年度障害者総合福祉推進事業「障害者による文化芸術活動の幅広い活動を支援するための現状調査と研究」有識者ヒアリング委員の委員を務める。

## 専門分野
- 社会福祉学